# Helge Jørgensen
Helge Jørgensen (født 17. september 1937 i Odense) er en tidligere dansk fodboldspiller.
Helge Jørgensen spillede i hele karrieren for Odense KFUM, hvor klubben med ham og broderen Tage i målet, som 2. divisionshold nåede pokalfinalen 1964, men tabte 1-2 til Esbjerg fB. Han spillede 6 A-landskampe for Danmark alle i 1962, og han var også med i EM 1964 dog uden at spille.